# Fluss- und Teichmuscheln
Die Fluss- und Teichmuscheln (Unionidae) sind eine Familie der Muscheln in der Ordnung Unionida, die mit insgesamt sechs Arten in drei Gattungen auch in Mitteleuropa vorkommt. Diese Familie ist, mit Ausnahme der Antarktis, weltweit verbreitet.

## Merkmale
Fluss- und Teichmuscheln sind relativ große Muscheln, deren in der Regel gleichklappiges Gehäuse meist über 40 Millimeter lang ist. Bei der Gattung Arconaia wächst das Gehäuse nach einem symmetrischen Jugendstadium schief verbogen oder auch etwas verdreht weiter; in Lebendstellung ruhen sie auf der Seite. Der Gehäuseumriss variiert von rundlich, kurz-eiförmig, langgestreckt-eiförmig, grob dreieckig oder auch etwas trapezförmig mit einem nicht oder nur wenig vorstehenden Wirbel. Die Schale kann dick- bis sehr dünnwandig sein. Sie ist typischerweise glatt oder mit feinen Rillen oder Falten (Zuwachsstreifen) versehen, kann aber auch grob gerippt sein.
Der Wirbel sitzt meist vor der Mitte, d. h. der hintere Teil des Gehäuses ist meist länger als der vordere Teil. Der Wirbel ist meist skulptiert und zeigt oft noch die Reste des Larvalgehäuses. Häufig ist auch ein Sexualdimorphismus im Gehäuse zu beobachten; die Gehäuse der Weibchen sind in der Regel etwas bauchiger als die der Männchen. Auch innerhalb einer Art ist die Gehäuseform beziehungsweise dessen Umriss stark variabel.
Die Schlosszähne der Schale sind ursprünglich langgestreckte, lamellenartige Bildungen (schizodonte Zahnform), bestehend aus zwei Hauptzähnen und zwei Seitenzähnen in der linken Klappe und einem Hauptzahn und einem Seitenzahn in der rechten Klappe. Sie können aber stark abgewandelt oder auch fast vollständig zurückgebildet sein (Tribus Anodontini). Die Mantellinie ist meist ganzrandig, der Fuß beilförmig.
In den Kiemen sind benachbarte Kiemenfilamente durch Gewebebrücken miteinander zu blattartigen Strukturen verwachsen („eulamellibranche“ Kiemen). Sie sind außerdem an der Außenseite mit dem Mantel zu einer (durchbrochenen) Scheidewand (Diaphragma) verwachsen. Der Raum zwischen den Kiemenblättern wird durch Scheidewände (Septen) in verschiedene Kammern gegliedert. Der aus- und einströmende Wasserstrom der filtrierenden Kiemen wird durch diese Kammern gelenkt. Die Tiere sind getrenntgeschlechtlich. Der Brutbeutel (Marsupium) der geschlechtsreifen weiblichen Tiere nimmt den gesamten Bereich der inneren und/oder äußeren Kiemen ein.
Die Familie ist nach rein morphologischen Kriterien nur schwer von einigen nahe verwandten Familien abgrenzbar.

## Entwicklung
Der ontogenetische Entwicklung über eine besondere Larvenform (Glochidium-Larve) ist für die Familie Unionidae, aber auch für die nahe verwandte Familie der Flussperlmuscheln (Margaritiferidae) charakteristisch. Es gibt lediglich kleinere Unterschiede in der Größe und Form der Glochidium-Larven.
Die von den männlichen Individuen ausgestoßenen Gameten (Spermien), meist in Aggregationen (Spermatozeugmata) zusammengeballt, werden von der weiblichen Muschel mit dem Atemstrom aufgenommen und befruchten die Eier im Körper. Anschließend werden nicht wie bei den meisten marinen Muscheln freie Larven (Veliger) ins Wasser abgegeben, sondern die Junglarven verbleiben im Muttertier; die Tiere betreiben Brutpflege. Die Larven sitzen in den interlamellaren Zwischenräumen der Kiemen. Dazu wird während der Geschlechtsreife ein spezieller, durch Septen abgeteilter Brutraum, das Marsupium, gebildet. Bei den Unionidae können eine Kieme des Paares (die äußere) oder auch alle vier Kiemenblätter beteiligt sein. Schließlich wird ein weiterentwickeltes Larvenstadium, das Glochidium, ins freie Wasser abgegeben. Glochidien sind parasitische Stadien, die sich auf der Haut oder im Kiemengewebe von Fischen einnisten. Sie lassen sich von den Fischen nicht nur transportieren (Phoresie), sondern nehmen auch Nährstoffe aus dem Gewebe auf, sind also echte Parasiten. Glochidien sind zwischen 70 und 350 Mikrometer lange, zweiklappige Larven, die einer aufgeklappten kleinen Muschelschale ähneln. Sie sind nicht aktiv schwimmfähig, sondern sie werden von der Wasserströmung verdriftet oder lassen sich bei fehlender Strömung zu Boden sinken, bis sie vom Wasserstrom eines vorbeischwimmenden Fischs aufgewirbelt werden. Bei den Arten der Unterfamilie Unioninae besitzt das Glochidium am Schalenrand zwei starke Zähne, mit denen es sich im Kiemengewebe verankert. Bei den anderen Unterfamilien kommen zahnlose Glochidien vor. Der Fisch kapselt das Glochidium in einer Zyste ein. Die meisten Glochidien sind wirtsspezifisch, wobei die Spezifität von der mehr oder weniger starken Abwehrreaktion des Wirtsfisches bestimmt wird. Bei einigen Arten kommen Sonderbildungen vor. So sind die Glochidien der nordamerikanischen Ptychobranchus subtentum in Eisäckchen eingehüllt, die Kriebelmücken-Puppen, eine beliebte Fischbeute, imitieren. Beißt ein Fisch hinein, werden die Glochidien freigesetzt und dringen ins Kiemengewebe ein. Die Anzahl der Glochidien pro Muttertier ist zwischen den Arten sehr variabel, Angaben schwanken zwischen einigen Tausend (9.000 bei Unio crassus, 200.000 bei Unio pictorum) bis zu Millionenwerten, z. B. 200 Millionen bei Anodonta woodiana.
Nach Vollendung der Entwicklung verlassen die aus den Glochidien entwickelten Jungmuscheln den Fisch-Wirt und lassen sich zu Boden sinken. Diese Jungmuscheln leben auf oder dicht unter der Substratoberfläche, wo sie mit dem in dieser Phase recht langen Fuß aktiv umherkriechen. Die älteren Muscheln graben sich dann ins Substrat ein.

## Biogeographie und Systematik
Die Familie der Fluss- und Teichmuscheln kommt weltweit in allen Faunenreichen (mit Ausnahme der Antarktis) vor. In einem großen Forschungsprojekt wurden 2007 673 valide Arten anerkannt. Die Fluss- und Teichmuscheln gehören damit zu den artenreichsten Muschelfamilien weltweit. Die Familie wird zurzeit in zwei Unterfamilien mit sieben Tribus eingeteilt, wobei eine große Zahl von Gattungen keiner Unterfamilie bzw. Tribus zugeordnet werden konnte (incertae sedis). In der Übersicht:
- Familie Flussmuscheln (Unionidae)
  - Unterfamilie Unioninae Rafinesque, 1820
    - Tribus Unionini Rafinesque, 1820
    - Tribus Anodontini Rafinesque, 1820

  - Unterfamilie Ambleminae Rafinesque, 1820
    - Tribus Amblemini Rafinesque, 1820
    - Tribus Lampsilini von Ihering, 1901
    - Tribus Pleuroblemini Hannibal, 1912
    - Tribus Quadrulini von Ihering, 1901
    - Tribus Gonideini Ortmann, 1916

  - incertae sedis Ambleminae
- incertae sedis Unionidae

Die folgende Tabelle gibt eine Übersicht über das geographische Vorkommen der einzelnen Gattungen.
| Weitverbreitet - Genus Anodonta - Genus Potomida - Genus Unio Afrika - Genus Brazzaea - Genus Coelatura - Genus Germainaia - Genus Grandidieria - Genus Mweruella - Genus Nitia - Genus Nyassunio - Genus Prisodontopsis - Genus Pseudospatha Zentralamerika und Mexiko - Genus Arotonaias - Genus Barynaias - Genus Cyrtonaias - Genus Delphinonaias - Genus Disconaias - Genus Friersonia - Genus Martensnaias - Genus Micronaias - Genus Nephritica - Genus Nephronaias - Genus Pachynaias - Genus Popenaias - Genus Psoronaias - Genus Psorula - Genus Reticulatus - Genus Sphenonaias Ostasien - Genus Aculamprotula | - Genus Acuticosta - Genus Anemina - Genus Arconaia - Genus Caudiculatus - Genus Chamberlainia - Genus Contradens - Genus Cristaria - Genus Ctenodesma - Genus Cuneopsis - Genus Discomya - Genus Elongaria - Genus Ensidens - Genus Harmandia - Genus Hyriopsis - Genus Inversidens - Genus Inversiunio - Genus Lamprotula - Genus Lanceolaria - Genus Lepidodesma - Genus Modellnaia - Genus Nodularia - Genus Oxynaia - Genus Physunio - Genus Pilsbryoconcha - Genus Pressidens - Genus Prohyriopsis - Genus Pronodularia - Genus Protunio - Genus Pseudobaphia - Genus Pseudodon - Genus Ptychorhynchus - Genus Rectidens - Genus Rhombuniopsis - Genus Scabies | - Genus Schepmania - Genus Schistodesmus - Genus Simpsonella - Genus Sinanodonta - Genus Solenaia - Genus Unionetta Europa - Genus Microcondylaea - Genus Pseudanodonta Indien - Genus Arcidopsis - Genus Lamellidens - Genus Parreysia - Genus Radiatula - Genus Trapezoideus Mittlerer Osten - Genus Leguminaia - Genus Pseudodontopsis Neuguinea - Genus Haasodonta Nordamerika - Genus Actinonaias - Genus Alasmidonta - Genus Amblema - Genus Anodontoides - Genus Arcidens - Genus Cyclonaias - Genus Cyprogenia - Genus Dromus - Genus Ellipsaria - Genus Elliptio - Genus Elliptoideus | - Genus Epioblasma - Genus Fusconaia - Genus Glebula - Genus Gonidea - Genus Hamiota - Genus Hemistena - Genus Lampsilis - Genus Lasmigona - Genus Lemiox - Genus Leptodea - Genus Lexingtonia - Genus Ligumia - Genus Medionidus - Genus Megalonaias - Genus Obliquaria - Genus Obovaria - Genus Pegias - Genus Plectomerus - Genus Plethobasus - Genus Pleurobema - Genus Pleuronaia - Genus Potamilus - Genus Ptychobranchus - Genus Pyganodon - Genus Quadrula - Genus Quincuncina - Genus Simpsonaias - Genus Strophitus - Genus Toxolasma - Genus Truncilla - Genus Uniomerus - Genus Utterbackia - Genus Venustaconcha - Genus Villosa |

## Belege